# Jun Uchida
Jun Uchida (født 14. oktober 1977) er en tidligere japansk fodboldspiller.
Han har spillet for flere forskellige klubber i sin karriere, herunder Kashima Antlers og Albirex Niigata.